# FileMaker
FileMaker系列产品是可以跨平台（Windows 和 Mac）使用的数据库应用软件，可以帮助用户快捷、方便地创建数据库应用程序。FileMaker 系列产品包括 FileMaker Pro、FileMaker Pro Advanced、FileMaker Server 和 FileMaker Server Advanced（带 Advanced 的是進階版）。FileMaker 公司还有 Bento 等产品。FileMaker的最近版本是v.14。唯獨 Bento 產品僅可在 iOS 系統操作，包含 iPad、iPhone、iPod touch等。

## FileMaker Pro
从FileMaker Pro 7.0开始，FileMaker Pro使用的文件格式是.fp7（之前是fp5）。FileMaker Pro 的高级版本是FileMaker Advanced,增加了调试脚本、创建解决方案、输出数据库报表等功能。

### FileMaker Pro 10.0
新增的功能有触发器，对Excel 2007的支持等。

### FileMaker Pro 11.0
新增的功能有在表视图中直接添加字段和记录的功能、在布局中添加图表（柱状图、饼图、线路）的功能，以及在布局模式中能够通过检查器方便地修改布局物件属性的功能。

## FileMaker Pro Advanced
与FileMaker Pro相比，FileMaker Pro Advanced在以下几个方面有所增强：自定义菜单、自定义函数、脚本调试、多表导入、数据查看器、创建独立应用、创建隐藏菜单应用、支持外部函数、支持生成数据库设计报表。

## FileMaker Server
FileMaker Server是一个服务器产品，支持多达数百个 FileMaker 用户通过网络数据库，支持web发布；用户也可以不必依托 FileMaker 客户端直接通过浏览器访问 FileMaker数据库。

## FileMaker GO
FileMaker Go 為免費 App ，您可以從 App Store 下載。內建有4個 App 範本，如：內容管理，發貨單，聯系人，資產，快速體驗做出來的內建範例。
設計 FileMaker Go 裡的 App，您需要購買 FileMaker Pro Advanced 軟體來做設計，製作後可以放在 iOS 單機使用或佈署到更多人連線的 FileMaker Server。
隨時自訂應用
更不只有如此，只要是在 Mac 或 Window 系統上使用 FileMaker Pro Advanced 軟體，設計出來的資料庫應用，如：客戶管理，報價，庫存查詢、報表統計...等，或要想得到的商業功能，都可以把做好的資料庫檔(.fmp12)傳給 iPad / iPhone，用 FileMaker Go 就能直接使用。